# 赤柱拘留營

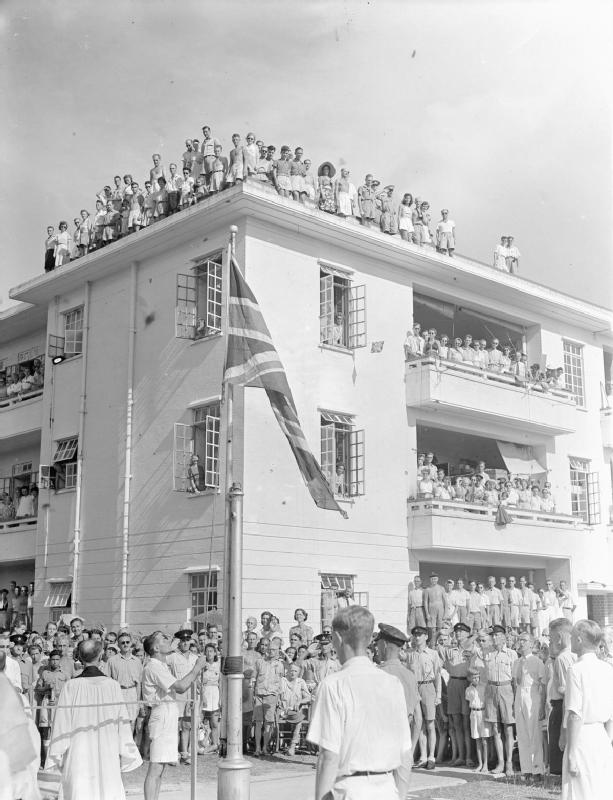
香港重光後，英國人在赤柱拘留營升起英國國旗

赤柱拘留營（英語：Stanley Internment Camp）位於香港香港島赤柱，約為今聖士提反書院及赤柱監獄外圍一帶，香港日佔時期日本軍在香港保衛戰後用作拘留日本敵國的白種國民。1942年1月初至1945年8月日军投降期间，約有2800名男女和兒童被關押在非隔離營地達44個月之久。

## 早期
1939年，英國政府為在港英國人和其他歐籍人士設立疏散計劃，英國陸軍部認為香港必會被日軍攻占，因此主張香港應不設防。疏散大量在港英籍婦女和兒童成為政府當務之急。港府又認為一旦英籍平民若被拘留，將會令他們承受不必要的痛苦，他們亦會被日本統戰。1940年7月，港府照英國指示疏散在港婦孺。直至8月3日，所有服役家庭和登记在册的非服役英籍婦孺已經被安排至菲律賓避難。然而，強制撤離計劃過於倉促，因而被許多撤離者及丈夫、他們的丈夫以及其僱員批評為過早的和不必要的。根據艾塞克斯大學貝妮絲·阿察（Bernice Archer）和西英格蘭大學根德·菲度盧域治（Kent Fedorowich）所述，本地華人對此計劃十分不滿，認為政府沒有將他們納入計劃之內，是「種族歧視」。此外計劃亦排除了英籍非歐裔人士。因應眾多批評，政府隨後澄清計劃並非強制，現有的疏散已經取消。
1941年12月8日，日本軍隊揮軍南下進攻香港，掀起香港保衛戰序幕。 17天后的聖誕節（後人稱之為「黑色聖誕節」），香港政府投降，標誌著香港正式被日本佔領。1942年1月4日，一份通告出現在一份英文報紙上，告知所有「敵國國民」將在美利操場集合。雖然許多市民對於通告內容並不知悉，但最終大約有1000人聚集在操場上。部分市民自願留在香港，也有部分市民無可奈何離開家園。
自願留在香港的居民被押到上環海旁妓院一帶（現港澳碼頭附近）囚禁。妓院環境骯髒擠迫，而且居民在此得不到糧食。17天後，被拘留者乘船前往赤柱。然而到一月底，大多數被拘留的平民被送到赤柱囚禁。

## 拘留營環境
日本人與前港府醫務總監司徒永覺博士和輔政司詹遜協商後，選出拘留營的位址。拘留營位於赤柱半島，距離市區約九公里。拘留營範圍包括聖士提反書院和赤柱監獄一帶（但不包括監獄本身）；事實上，日本當局曾關押他們認定的「罪犯」於此監獄。聖士提反書院校舍內除了教室以外，還有禮堂、教師宿舍和科學實驗室。每間本來為一個家庭建造的平房住有超過二十名被拘留者，科學實驗室亦住滿了大量被拘留者。拘留營裡幾乎所有的建築物都用作居住用途。
拘留營的某些建築物具有特定功能。監獄長俱樂部原址用作食堂、幼稚園、天主教堂及康樂中心等。兩個主要的宿舍區分佈在歐洲獄卒宿舍和印裔獄警宿舍。戰前，歐洲獄警主要居住在獄卒宿舍，每個獄卒家庭都會獲分配一個大公寓。印度獄警住的是印度獄警，居住面積較小。每個歐洲獄警宿舍的公寓平均住有30名被拘留者；每個印裔獄警宿舍的公寓平均住有6名被拘留者。建於戰前的單身印度獄警宿舍被改建為白沙灣（Tweed Bay）醫院。監獄長和監獄醫生宿舍被改建成日本的集中營總部。拘留營墓地成為被拘留者寧靜的熱門場所，也是被拘留者和異性親密會面的場所。

## 營地生活

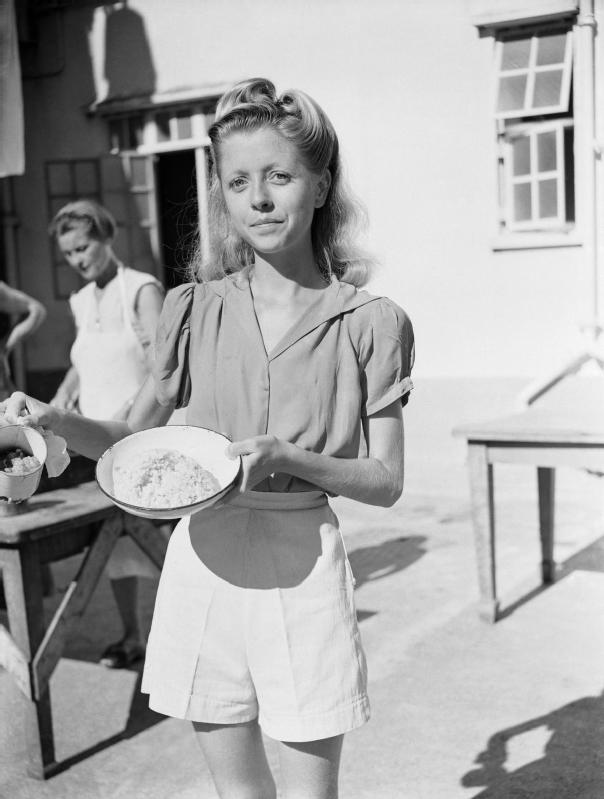
攝於1945年8月31日香港重光後， Miss Wendy Rossini 為其中一名前被拘留者，其手裡拿著每日定量配給的米飯和燉肉，她的房間裡住著五個人

據統計，約有2800人被拘禁於拘留營中，其中約有2325至2514人是英國人。成年人口中，1370名為男性、858名為女性；16歲或以下人口中，286人為兒童，其中99人不滿4歲。據香港歷史學家嚴穆生（Geoffrey Emerson）所述，這個拘留營處於日本外務省的控制之下，但日本當局並沒有制定方案來應付香港平民的需求。因此，拘留營只有極少必需品，被拘留者只能自行管理難民營。因此被拘留者自行成立委員會，解決住房、食品和醫療保健等問題。除了福利和醫療保健事項外，各國籍團體基本上保持相互獨立。由於政府太匆忙向日本投降而被拘留者當中彌漫著一股反政府情緒，委員會中很少有政府公務員的蹤影。食物的供應成為被拘留者最大的擔憂——被拘留者為確保有足夠的食物花了大量時間。日本當局只提供極少量食物，而且質素很差——經常有灰塵、泥漿、老鼠和蟑螂的排泄物、煙頭，甚至死老鼠混雜其中。被拘留者在每天早上8點領取米粥，上午11點和下午5點領取米飯和燉肉。此外，他們依靠從當地親戚朋友那裡寄來的食物、來自紅十字會的援助、自家菜園種植的蔬菜，以及從食堂或黑市上購買食物來飽腹。另一個令被拘留者擔憂的問題是被拘留者的健康狀況和醫療保健。雖然營中缺乏醫療設施，但被拘留者當中，有大約40名醫生、2名牙醫、6名藥劑師、100名訓練有素的護士和大量志願輔助護士。正因為如此，如歷史學家顏德固所述，拘留營中沒有大規模的流行病爆發。瘧疾、營養不良及其相關疾病、腳氣病和糙皮病在被拘留者當中最為常見。 缺乏醫療用品和設備，尤其是肥皂和消毒劑令醫療護理變得艱鉅。婦女和兒童的存在提供了傳統的社會、家庭和性別關係，從而構成了一個正常群體。被拘留者認為孩童的存在使他們不那麼自私，因為這迫使他們作任何決定前都考慮孩子的福祉。婦女們為被拘留者組織了聖誕節派對和生日會等活動。拘留營裡也同時上演音樂劇、戲劇、獨奏會和綜藝表演。雖然拘留營缺少書籍和教具，但營裏的教師和教育管理人員能夠為兒童提供小學和中學的課程。
此外，拘留營還有供成年人提供了廣泛的教育機會，例如為中國人、馬來人和法國人開設的語言課程，以及關於攝影、遊艇、新聞和家禽飼養的講座。除了被拘留者保存的個人日記（其中大部分由帝國戰爭博物館保存）之外，拘留營內還發現一份記有戰俘營生活的雙人床單。这一天，黛·喬伊斯（Day Joyce）的床單繡有1100個簽名和數字，包括一個以代碼寫成的日記。

## 死亡

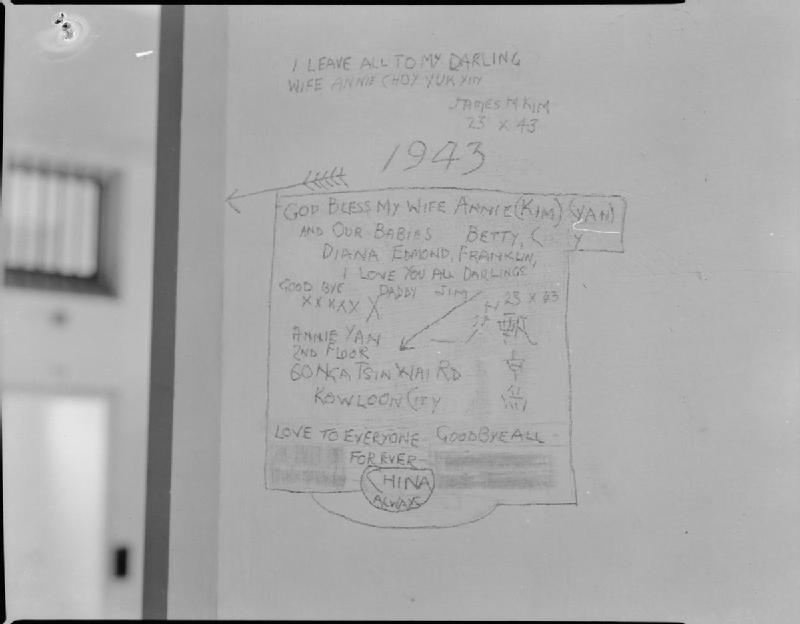
被處決的被拘留者詹姆斯 · M · 金（James Kim）的遺囑

有121名被拘留者死於難民營，大多數死於疾病，其中50歲以上死者佔半。還有一些被拘留者死於意外。兩名被拘留者墮斃，更有一名兒童溺水身亡。最嚴重的事故發生在1945年1月16日，當時正值盟軍空襲，一架飛機誤炸聖士提反書院C平房，造成14名被拘留者死亡。意外中的死難者被葬於赤柱軍人墳場。
日佔期間，被拘留者暗地裏收藏一部無線電裝置，用作收聽盟軍的廣播，以及收發來自營外的訊息和情報。日方在1943年6月發現有關的無線電裝置。隨後日方對被拘留者作軍事審判。 1943年10月29日，部份涉事者被槍決，傅瑞憲等主謀則被斬首。除此之外，三名華裔警察將香煙和煙草帶給被拘留者而被日本當局處決。華人特務警察隊副警司羅棟勳大律師於1942年11月被日軍以私通盟軍罪名拘禁，1943年4月12日在赤柱集中營被槍斃。

## 逃出拘留營
被拘留者受許多因素制肘而對逃出拘留營望而卻步。他們必須自行尋找食物，以及克服語言障礙。儘管逃出拘留營困難重重，被拘留者仍三度試圖逃出拘留營，成功了兩次。 1942年3月，八名被拘留者乘小船逃往澳門，而 另一個由兩名被拘留者組成的小組經新界逃往中國大陸。此外有四名警察在1942年4月設法逃出了集中營，但在離集中營幾英里的地方被日軍抓獲。該四名警察隨後被送至赤柱監獄囚禁，幾個星期後被釋回拘留營。

## 提前遣返
遣返問題是被拘留者中最熱門的兩個話題之一（另一個話題是糧食供應）。日本於1942年5月6日宣布當局於6月15日遣返美籍被拘留者。在美籍被拘留者被遣返之前，他們的待遇有所改善; 日本人向他們提供了大量質素更佳的糧食，並允許他們和拘留營外的華裔人士聯繫。有一位美國記者接受了一家日本新聞機構的採訪，訪問其對於有關戰爭和集中營的問題。文章聲稱美國記者對日本軍隊和拘留營加以稱讚，稱拘留營「可能是世界上最舒適的」。這次採訪被被拘留者認為是日本人的戰爭宣傳。6月29日，日本以被拘留者交換被扣留於美國和南美洲的日本和泰國公民。遣返者接種天花疫苗和霍亂疫苗，又作全面體檢。任何書籍、聖經、日記或地址不得隨身，但被拘留者每人可以隨身攜帶一封150字的信。美籍被拘留者登上淺間丸輪船，船上還有其他被允許在拘留營以外逗留的美國人。在接回從亞洲其他地方遣返的美國人後，淺間丸輪船於7月22日抵達馬普托，美國人和日本人於此交換被拘留者。 美籍被拘留者終於在8月25日抵達紐約市。
1943年8月日本當局宣布遣返加拿大籍被拘留者和其余美國籍被拘留者（並非所有美國被拘留者都在1942年6月被遣返）。當局為此作出預備，包括向被拘留者發送信息。73名加拿大被拘留者、24名美國被拘留者於9月23日乘坐帝亞丸輪離開香港，船上載有13名拉丁美洲被拘留者。帝亞丸輪駛往果阿，日本當局在此交換俘虜和被拘留者。
英籍被拘留者一度有機會獲遣返。詹遜曾告知他們瑞士紅十字會的一名代表曾「鼓勵」日本遣返英籍被拘留者回英國。日本當局曾於1943年5月24日和1943年11月2日兩度通知英籍被拘留者，他們將被遣返回英國。 1943年5月25日的《香港新聞》報導指遣返談判「進行得相當順利」。不過，英籍被拘留者遣返的計劃最終落空，要在拘留營待到1945年8月戰爭結束才獲釋。

## 重獲自由
1945年8月16日，也就是昭和天皇發表終戰詔書的第二天，被拘留者得以獲釋。日軍守衛撤走，拘留營可以自由進出，但拘留者自治委員會認為此時香港市面情況尚未明朗，強烈呼籲營內人士不要自行離開。大約兩個星期後，英國艦隊到達香港，英軍上岸後趕赴拘留營，協助營內人士並安排離營，幾個星期後拘留營被關閉。健康情況較佳的人士，由英軍安排車輛載到市區，重拾過去生活。而健康狀況欠佳者則暫時留在拘留營，先接受醫療照顧，及後轉移到市區的醫院，並等候輪船回國。歷史學家嚴穆生推測，戰爭結束前英國被拘留者沒有被遣返可能與盟軍拒絕釋放被關押在澳洲的日本國民有關。這些日本國民是被盟軍扣押的唯一一批人數可觀的日本國民。戰前這些日本國民在澳大利亞從事捕珠工作，對澳大利亞的海岸線瞭如指掌。如果日本企圖入侵澳洲，他們的知識對日本軍隊將有很大的幫助，因此盟軍拒絕釋放他們。

## 戰後補償
1948年，美國政府通過《戰爭索賠法》，規定政府每月賠償成年被拘留者60美元，未成年被拘留者則每月獲得25美元賠償。英國方面，從1952年到1956年約有8800名英國被拘留者獲得48.5英鎊賠償。美國和英國政府對被拘留者賠償資金來源自英美兩國根據《舊金山條約》沒收的日本資產所得到的收益。荷蘭籍被拘留者每人收到一筆100美元的款項，這筆款項資金來源自荷蘭和日本於1957年簽署的一項單獨協議所獲得的款項。隨著戰後日本崛起成為一個經濟強國，以及英國檔案館公開二戰檔案，1990年代英國社會開始為英國政府協助被拘留者和戰俘不足而感到不滿。2000年11月，英國政府宣布了一項針對二戰期間被拘留的英國平民的補償計劃，並預留一筆1.67億英鎊的資金。2001年2月，第一批1萬英鎊的資金已經到位。最初，政府認為「英國公民」和「歸化英籍人士」之間是有區別的，故將非英裔英籍人士排除於外。對此，前被拘留者黛安娜·伊拿絲（Diana Elias）對英國政府提出民事訴訟，聲稱賠償方案所作的「血緣」區分是帶有歧視的，反觀日本當局在對待被拘留者時沒有作出這種區分。伊利亞斯的家人，包括她的父母和祖父母，都持有英國護照。然而，她礙自身伊拉克猶太於血統而沒有資格獲得賠償。2005年7月，倫敦高等法院判她勝訴，隨後在國防部對高等法院的裁決提出上訴時再度勝訴。這使得數百名倖存的被拘留平民能夠領取先前因「血緣」區別而被剝奪的賠償。

## 戰後歲月
聖士提反書院於1945年重開。聖士提反堂於1950年建成，西門上方的紀念窗是以紀念赤柱拘留營的被拘留者。

## 著名被拘留者
- 晏沙利上尉（英语：Mateen Ansari）（1915年12月15日 -1943年10月29日），隸屬於第7拉吉普團第五營
- 傅瑞憲 （1896年2月12日 -1943年10月29日），香港防衛司
- 莫里斯·科恩（1887年8月3日 -1970年9月7日）
- 埃利·嘉道理爵士（1867年－1944年）
- 祁禮賓爵士（1881年7月28日—1943年8月21日），香港上海滙豐銀行總司理
- 麥理高（英语：Atholl MacGregor）爵士（1883年6月4日 -1945年10月30日），香港最高法院正按察司
- 晏禮伯（英语：C. Grenville Alabaster）爵士（1880年－1958年），香港律政司
- 楊慕琦爵士 (1886-1974) , 第21任香港總督
- 羅棟勳大律師（1903-1943年4月12日），華人特務警察隊副警司

## 軼事
港府英裔高官榮鐘士曾於赤柱拘留營設計出首個香港紋章，戰後他於1947年向港督楊慕琦爵士匯報其設計，但楊慕琦最終沒有接納其設計。

## 外部連結
- 赤柱日治拘留營——鐵絲網內的三年零八個月（1942-1945） http://www.red-publish.com/big5/book/2511 （页面存档备份，存于）
- 歲月‧港台－香港足印－《百載鑪峰》1982年集中營 （页面存档备份，存于）